# Flugzeugkaverne Željava

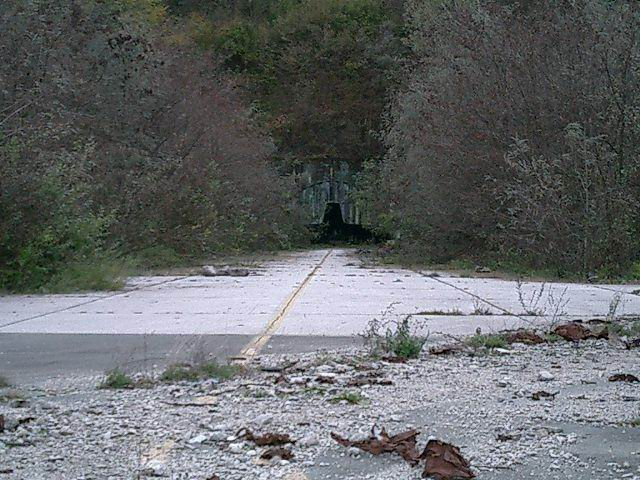
Einfahrt in die Flugzeugkaverne

Die Flugzeugkaverne Željava an der bosnisch-kroatischen Grenze bei Bihać war die größte militärische Flugzeugkaverne in Europa.

## Geschichte
Westlich von Bihać, beim Dorf Željava und am Fuß des Bergrückens Plješevica, wurde zwischen 1957 und 1970 Europas größte Flugzeugkaverne erbaut. Der unter dem Namen Klek oder Objekat 505 bekannte Komplex kostete den jugoslawischen Staat bis zur Fertigstellung zirka 6 Milliarden Dollar. Er fasste bis zu 80 MiG-21-Kampfflugzeuge, 110 Piloten sowie 1400 Luftwaffensoldaten. Die Konstruktion sollte einem Atomangriff mit einer Sprengkraft von 20 bis 30 Kilotonnen standhalten. Zum Schutz der Anlage wurde außerhalb der Kaverne eine Garnison mit 5000 Soldaten errichtet und bis zum Ausbruch der Jugoslawienkriege genutzt.
Mit dem Rückzug der Jugoslawischen Volksarmee aus Bosnien 1991 wurde die Kavernenanlage und die Pisten mit insgesamt 56 Tonnen Sprengstoff gebrauchsunfähig gemacht. Einige Bereiche im Inneren sind mit PCB kontaminiert. Teile der Pisten und des Außengeländes sind immer noch stark vermint.

## Elemente

### Außenanlagen und Pisten
Vor dem Berg wurden fünf Startbahnen und Rollwege zu den vier Vorstollen angelegt. Von den drei Hauptstartbahnen ist jede lang genug, um eine MiG-21 mit voller Beladung starten zu lassen. Die anderen beiden sind als Ausweichpisten gedacht.

### Kommandozentrale
Nördlich im Berg wurde eine Kommandozentrale integriert.

### Radarzentrale
Auf dem Bergrücken der 1650 m hohen „Gola Plješevica“ befindet sich eine ebenfalls in den Berg gebaute Radarzentrale. Von der Radarzentrale ist lediglich die Kuppel des britischen Marconi S-613-Suchradars ersichtlich. In der Radarzentrale befindet sich ein Lageraum mit vier Radarcontroller-Arbeitsplätzen, ein separater Raum mit denselben Radarcontroller-Arbeitsplätzen, ein mittels Panzertür geschützter Eingang und sechs Büros für Meteorologen, Flugvorbereitung und Radaroperatoren. Durch einen Lift ist die Radarzentrale mit der 121 m tiefer liegenden Kaverne verbunden. Mit dem S-600-Radarsystem, bestehend aus 3D-Such- und einem Höhenmessradar, konnten Flugzeuge im Idealfall 400 km tief in den italienischen, österreichischen und ungarischen Lufträumen erfasst werden. Es konnten so sechs Flugzeuge gleichzeitig verfolgt und mittels Abfangjägern abgefangen werden.

### Kontrollturm und Stabsräume
Mittig im Stollen Nr. Vier befindet sich ein Zugangsstollen zu einem zylindrischen Raum. Daran angeschlossen sind fünf Stollen, zum Auswerten der Aufklärungsbilder, ELINT, Einsatzleitstelle, Fallschirmpackung und Staffelraum. Neben WC-Anlagen befand sich dort ein Aufzug, welcher 30 m nach oben in den Kriegskontrollturm fuhr. Hinter einer 68 mm dicken Panzerstahlplatte befanden sich Arbeitsplätze mit Funkausrüstung und dahinter ein Lageraum mit mehreren Radarüberwachungs-Arbeitsplätzen.

### Vorstollen
Die Vorstollen waren vorne und hinten mit ca. 30 cm dicken, stahlbeton-armierten Panzertoren ABC-sicher hydraulisch verschließbar. Die bodenseitige Ausnehmung, durch welche das Panzertor geschoben wurde, ist mit beweglichen Stahlplatten mechanisch verschlossen worden, damit die Kampfflugzeuge darüberrollen konnten. Hierbei wurden die Platten von einem viertelkreisförmigen Sporn vorn am Panzertor sanft in die Lücke geführt. Die Vorstollen dienten dem Schutz gegen ABC-Waffen sowie direkten Treffern von Präzisionsbomben. Deren Druckenergie sollte um die Ecke geleitet werden und am Ende des Vorstollens in einer vergrößerten Kammer verpuffen und nicht in den inneren Bereich der Kaverne eindringen können. Die Panzertore geben nur eine umgekehrte T-förmige Öffnung frei, wodurch ausschließlich Kampfflugzeuge mit einem einzelnen Seitenleitwerk (bspw. MiG-21, Orao, Super Galeb) passieren konnten.

### Fliegerstollen
Die drei Tunnel (Fliegerstollen), welche nach dem Durchfahren erreicht wurden, dienten als Abstell- und Wartungshallen. Jeder von ihnen war oval, 20 m breit, 8 m hoch und zwischen 350 und 500 m lang. In den Stollen konnten zwei MiG-21 nebeneinander stehen. Somit ist genug Platz vorhanden, damit neben einem abgestellten Kampfflugzeug ein Tanklastwagen und Personal passieren konnte. Es wurden elektrische Schlepper verwendet, welche die Flugzeuge einzeln hinein und vor einem Einsatz wieder nach draußen zu Vorbereitungsplätzen schleppten. Dort wurden die Triebwerke mit Hilfe von Startgeräten angelassen und die Kampfflugzeuge konnten von dort direkt auf der Startbahn abheben. Diese Einrichtungen erlaubten den Betrieb mit bis zu 80 in der Kaverne betriebsbereit gehaltenen MiG-21. Nach einem erfolgten Einsatz stellten die Kampfflugzeuge auf der Bereitstellungsplatte vor der Kaverne die Triebwerke ab. Dort wurden sie mittels Schleppstange an Flugzeugschlepper mit Elektromotoren angehängt und in den Fliegerstollen gezogen. Die Schlepper waren elektrisch betrieben, um allfällige Explosionen der austretenden Treibstoffe in den Stollen vorzubeugen. Auf den zugewiesenen Parkfeldern im Stollen wurden die Kampfflugzeuge einer einfachen Zwischenflugkontrolle unterzogen, aus einem Flugfeldtankwagen mit Kerosin betankt und aufmunitioniert.

### Unterstützungsräume
Im Inneren der Kaverne war in den insgesamt 3,5 km langen Stollen genug Platz für vier vollausgerüstete MiG-21PF-Staffeln. So waren darin 110 Piloten und Fliegerbodentruppen einquartiert. Die wichtigen Räume waren mit insgesamt 56 gepanzerten Bunkertüren versehen. In verschiedenen Seitenstollen und Nischen waren zwei Diesel-Generatoren für 1000 bzw. 625 kVA, drei Staffelkommandostände, Luft-Kompressoren und Klimaanlagen, ein Lagezentrum, eine Kantine für 1000 Personen, eine Krankenstation und eine Entwicklungskammer für Nassbilder der MiG-21R-Aufklärer eingebaut. Wasser wurde einem unterirdischen Flusslauf entnommen und in die einzelnen Nasszellen verteilt. Reparaturen erfolgten im Wartungsstollen Nr. 2 (auf Serbisch: Vazduhoplovno Technička Radionica) mittels der ausreichend vorhandenen Apparaturen und Ersatzteilen.

### Belüftung
Um im Kriegsfalle operationsfähig zu sein, musste der ganze Komplex autark mit Atemluft versorgt werden. An Klimaanlagen waren sieben Einheiten auf die verschiedenen Abschnitte verteilt, um den nötigen Luftdurchsatz zu erreichen. Die Luft wurde über sieben, gegen Luftaufklärung getarnte, dreieckige Ansaugstutzen angesaugt. In den Klimakammern wurde die Luft zuerst durch Luftfilter von allfälliger Kontamination gereinigt und danach mit der Klimaanlage auf 18° erwärmt. Durch das Lüftungssystem mit Überdruck wurde die verbrauchte Luft nach außen gepumpt.

### Fliegermunitions- und Kerosinlager
Neben einem großen Munitionslager für Maschinenkanonenmunition, Luft-Luft-Lenkwaffen und Freifallbomben waren fünf zylindrische Treibstofftanks für 500.000 Liter Kerosin vorhanden. Diese Vorräte konnten den eingeschränkten Flugbetrieb von 60 MiG-21 für zwei Monate sicherstellen. Zudem waren Stollen zu einem 5 km entfernten Munitionsdepot und unterirdische Treibstoffleitungen zu einem 20 km entfernten Treibstofflager vorhanden.

## ABC-Schutz
Der ca. 120 m lange Wartungsstollen 2 wurde vorwiegend als Reparaturwerkstätte verwendet. Im Ereignisfall hätte er als Dekontaminationsstollen verwendet werden sollen, um mit von Einsätzen zurückkehrenden, kontaminierten Flugzeugen nicht weitere Räume zu verseuchen. In dem Dekontaminationsstollen konnten ca. vier Flugzeuge gleichzeitig mit Hochdruck-Wasserdüsen dekontaminiert werden. Der Stollen war von den anderen mit ABC-sicheren Panzertoren abschottbar. Nach der Dekontamination konnten die Kampfflugzeuge in die ihnen zugeteilten Fliegerstollen rollen. Große Kompressoren waren zusammen mit sieben Klimaanlagen eingebaut. Damit wurde ein Überdruck in 13 abschottbaren Kammern des Komplexes gegen eindringende C-Kampfstoffe erzeugt.

## Eingesetzte Staffeln
- Jagdgeschwader 117 (lovačko-avijacijski puk, kurz LAP) bestehend aus den vier nachfolgenden Staffeln:
  - 3 Jagdstaffeln (124., 125. Jagdstaffel und Teile jenem Staffelteil der 129. aus Pula für Ausbildungsflüge) mit MiG-21PF (lovačko-avijacijski eskadrila, kurz LAE)
  - 323. Aufklärungsstaffel (izviđačko-avijacijska eskadrila, kurz IAE) mit  MiG-21R

Somit war die Anlage mit vier Staffeln belegt, deren Aufgabe in der Abfangjagd und taktischer Aufklärung lag.

### Eingesetzte Flugzeugtypen
- Mikojan-Gurewitsch MiG-21F-13 („Fishbed-C“) Abfangjäger (interne Bezeichnung L-12)
- Mikojan-Gurewitsch MiG-21PFM („Fishbed-F“) Abfangjäger (interne Bezeichnung L-14)
- Mikojan-Gurewitsch MiG-21R („Fishbed-H“) Aufklärungsmaschinen (interne Bezeichnung L-14i)
- Mikojan-Gurewitsch MiG-21bis („Fishbed-N“) Jagdbomber (interne Bezeichnung L-17)
- Mikojan-Gurewitsch MiG-21US („Mongol-B“) Doppelsitzer zur Umschulung von Jastreb auf die MiG-21 (interne Bezeichnung NL-14)

## Ähnliche Anlagen in Europa
Albanien
- Flugzeugstollen Gjadër (Lezhë-Zadrima; LAGJ)
- Flugzeugstollen Kuçovë (Berat; LAKV)

 Kroatien
- Flugzeugstollen  Divulje (Split; LDSP)

 Bosnien und Herzegowina
- Flugzeugstollen  Mostar (Rtijena; LQMO)

 Kosovo
- Flugzeugstollen  Slatina (Priština; LYPR)

 Montenegro
- Flugzeugstollen  Sipcanik (Podgorica; LYPG)

 Schweiz
- Flugzeugkaverne  Alpnach (LSMA)
- Flugzeugkaverne  Ambri (LSPM)
- Flugzeugkaverne  Buochs (LSMU)
- Flugzeugkaverne  Meiringen (LSMM)
- Flugzeugkaverne  Turtmann (LSMJ)

 Italien
- Flugzeugstollen Pantelleria-Margana (LICG)

 Norwegen
- Flugzeugstollen Bardufoss (Finnsnes; ENDU)
- Flugzeugstollen Flesland (Bergen; ENBR)
- Flugzeugkaverne Bodø (ENBO)

 Schweden
- Berghangar Ärna (Uppsala; ESCM)
- Berghangar Barkarby (Stockholm; ESKB)
- Bergtunnel Fällfors (Kriegsflugplatz im Norrbotten; ESUF)
- Berghangar Bråvalla (Norrköping; ESCK)
- Berghangar Säve (Göteborg; ESGP)
- Berghangar Tullinge (Flugplatz Tullinge; ESCN)

## Galerie

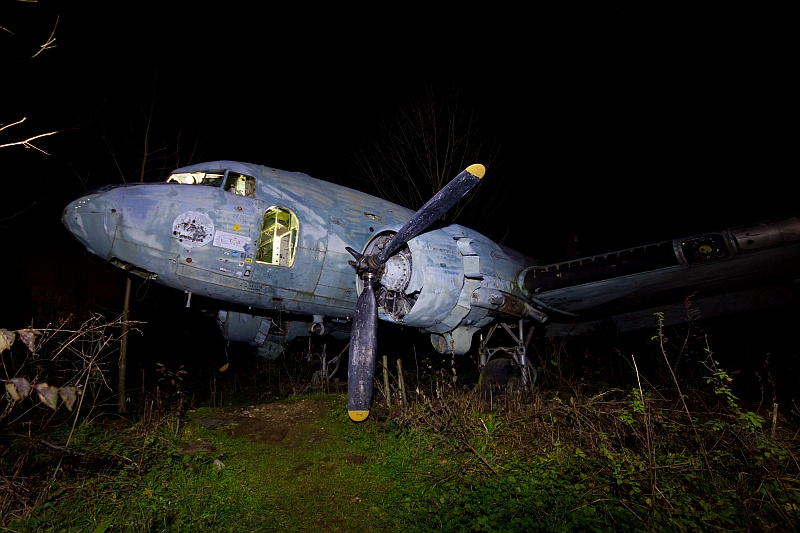
Douglas C-47 am Eingang der Airbase
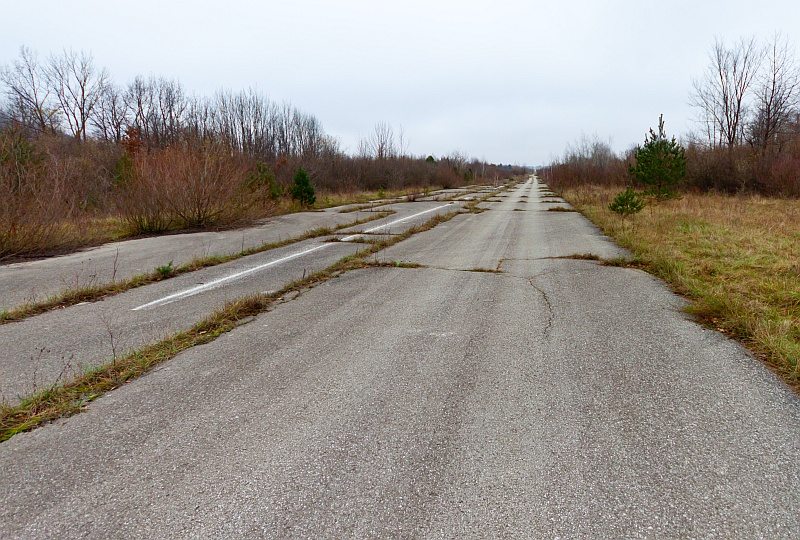
Startbahn 01 mit Explosionskratern auf der linken Seite
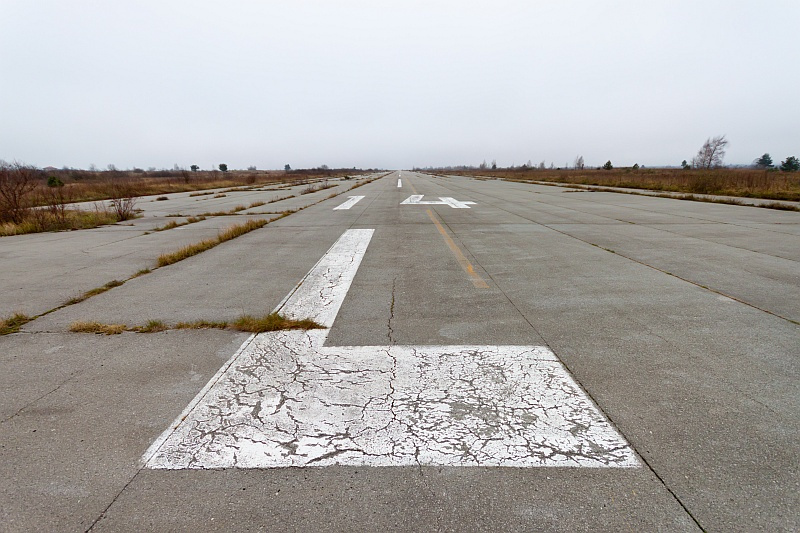
Startbahn 14L, die Hauptlandebahn, 45 Meter breit
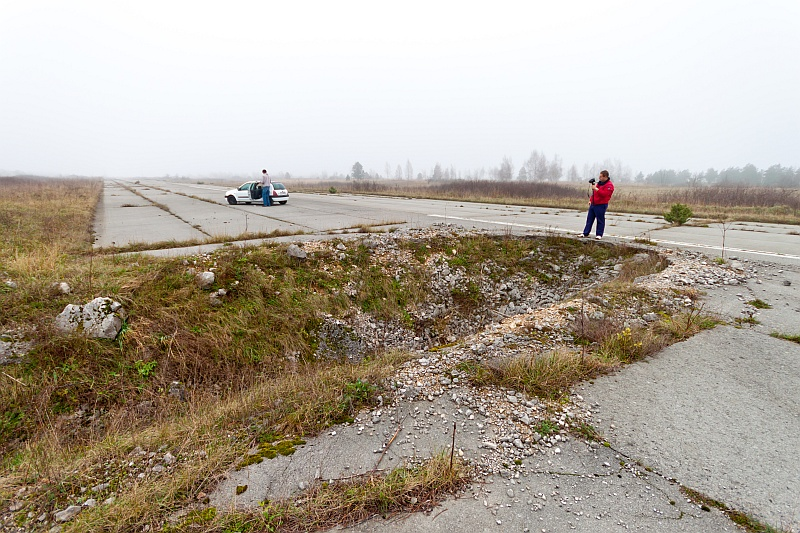
Schäden an der Piste 32L
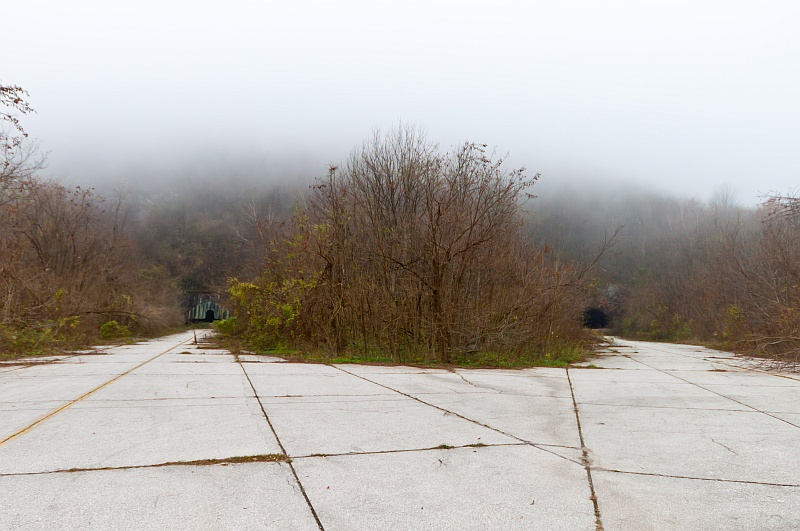
Eingänge Nr. 1 und Nr. 2 in den unterirdischen Komplex
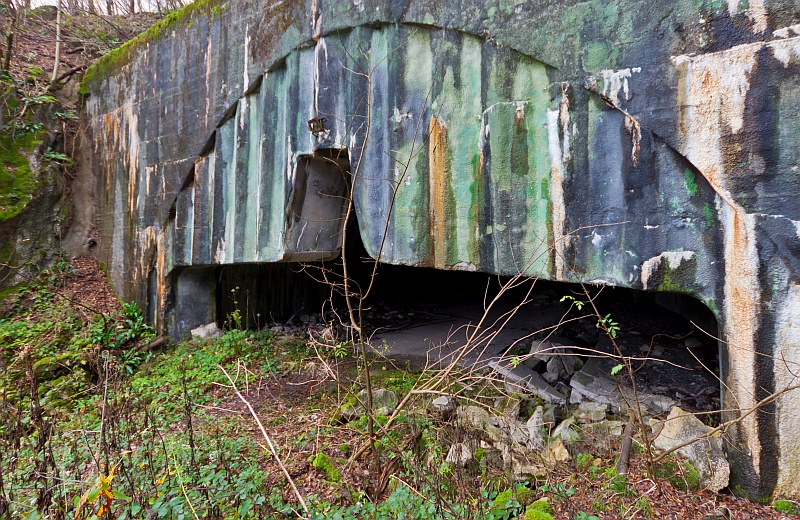
Eingang Nr. 2
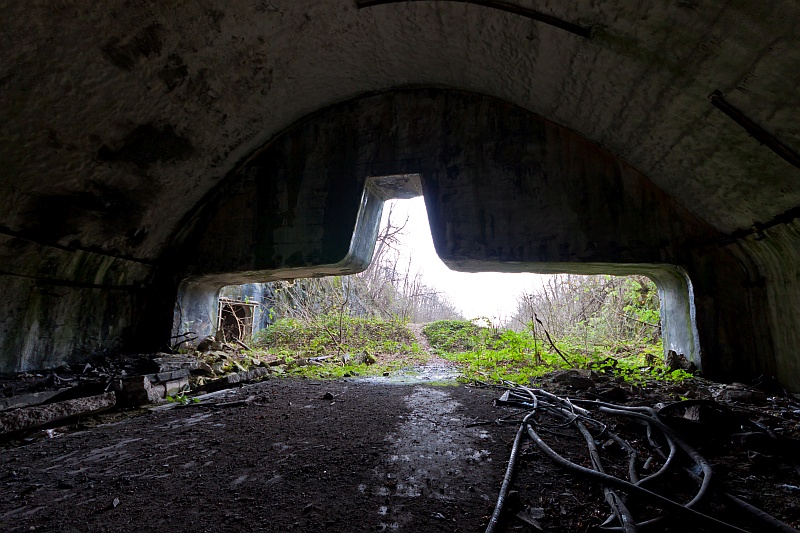
Eingang Nr. 2 von innen
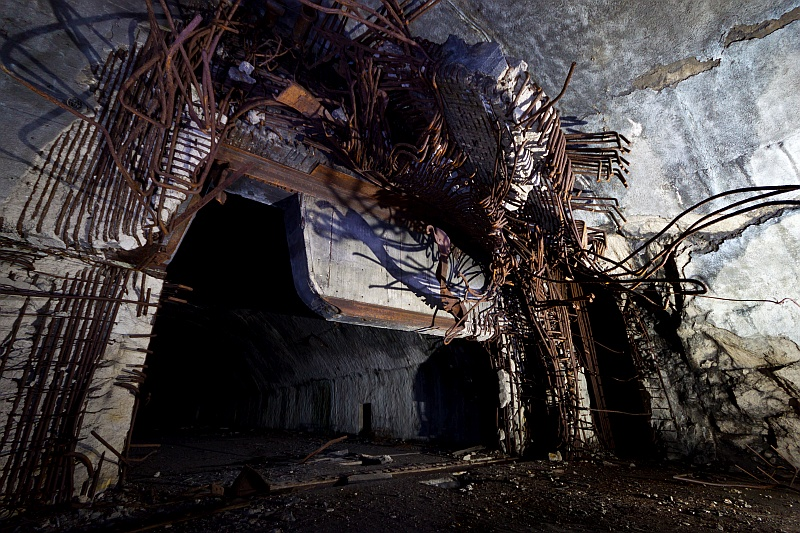
Nr. 2, atomschlagsichere Türen
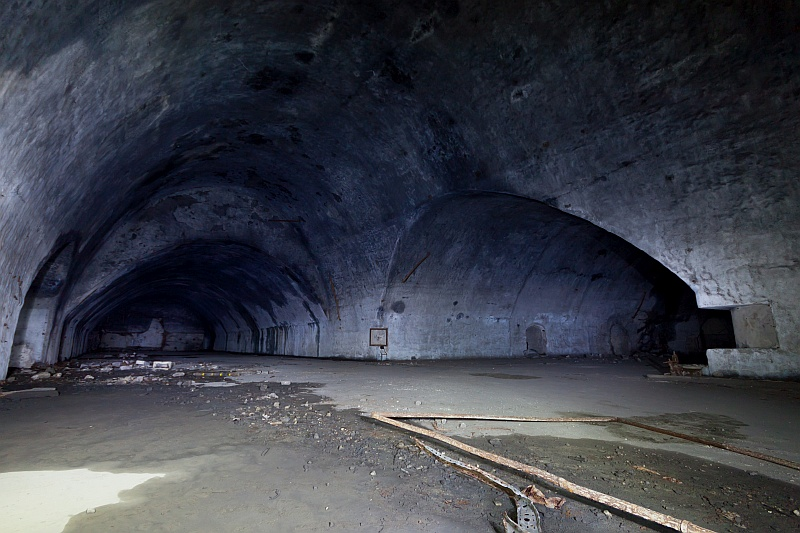
Kreuzung Galerie Nr. 2 (mechanische Werkstatt) und Galerie Nr. 3 (124.LAE)
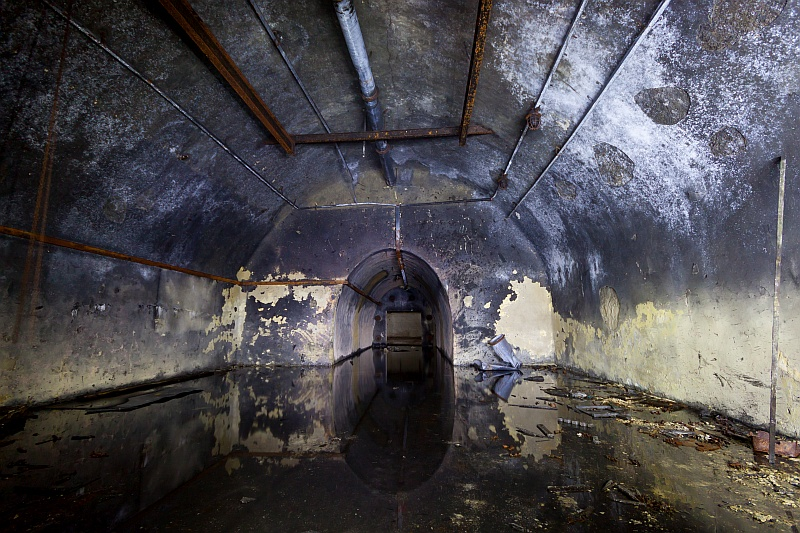
Bomben- und Raketenlagerraum
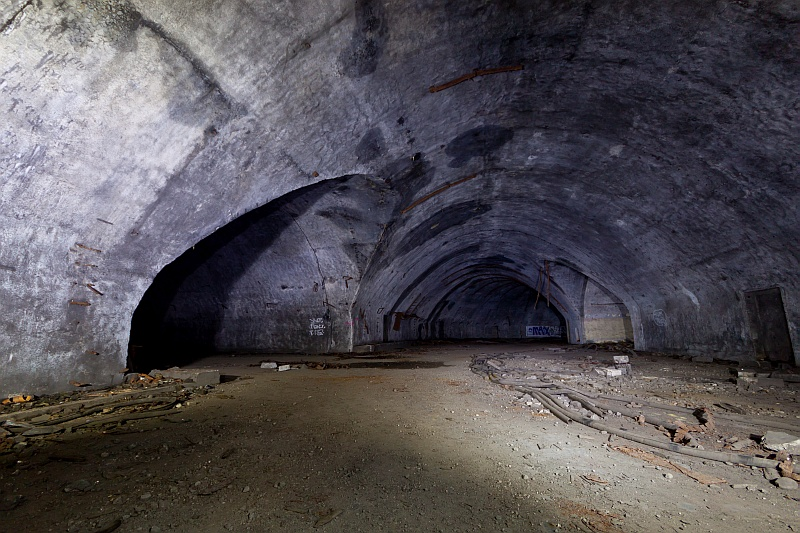
Kreuzung Galerie Nr. 3 (124.LAE) und Galerie Nr. 4 (352.IAE)
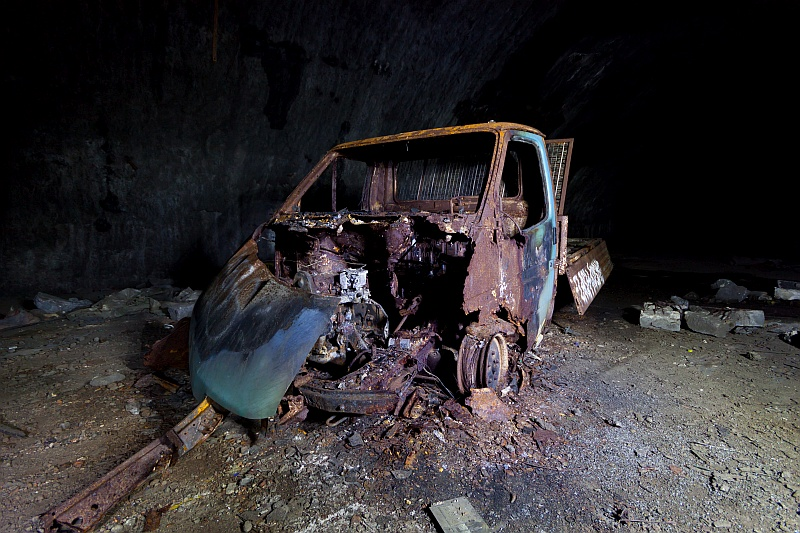
Zerstörtes Schmugglerfahrzeug
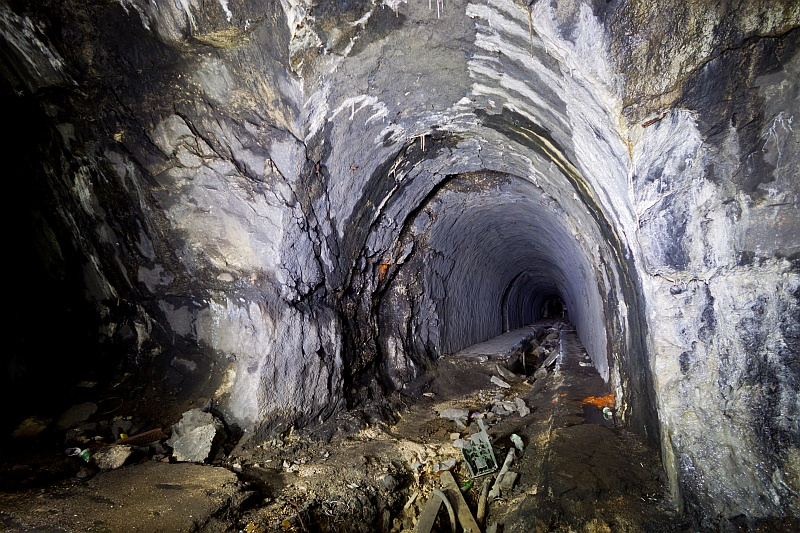
Flur zur Kommandozentrale „Star“
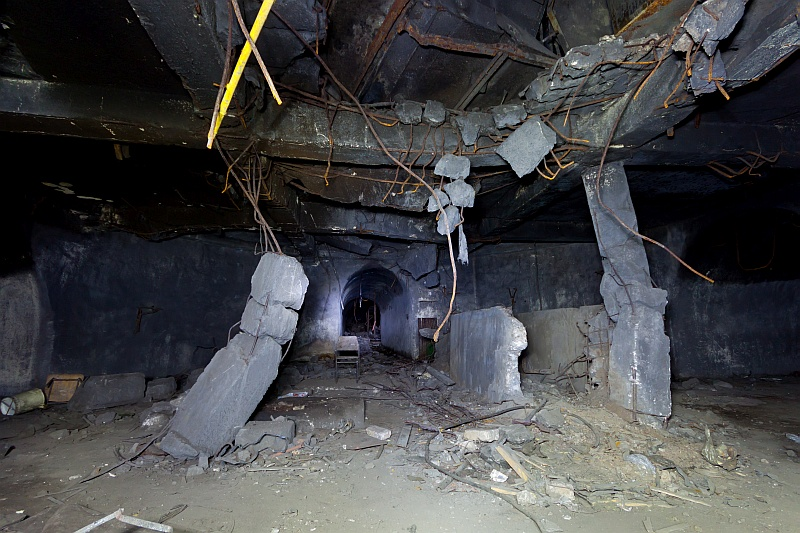
Kommandozentrale „Star“
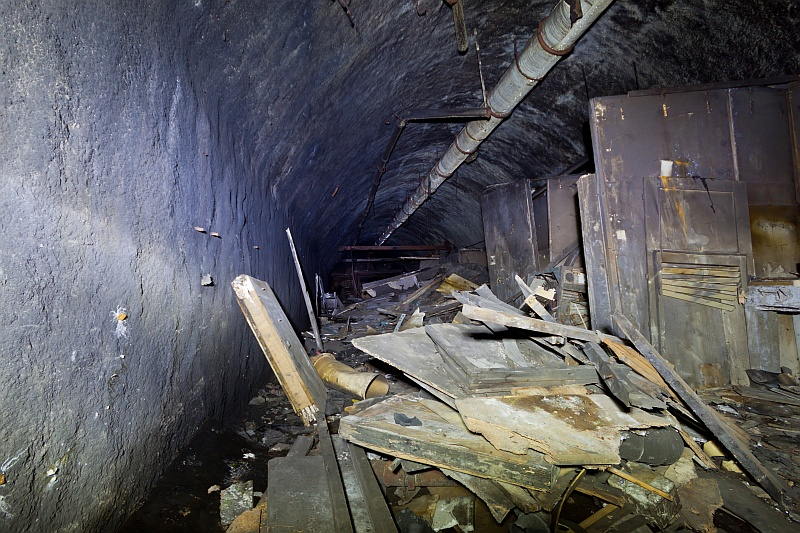
Zerstörtes Aufklärungsfotolabor im „Stern“
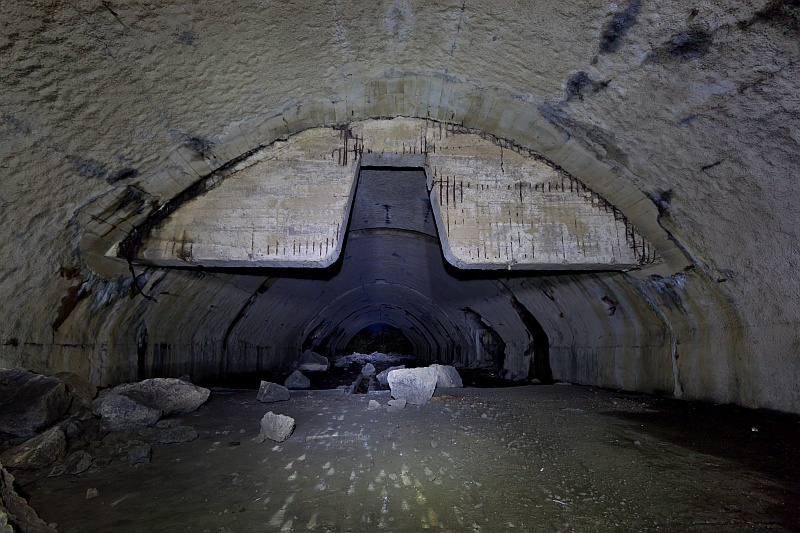
Galerie 4, Richtung Eingang Nr. 4
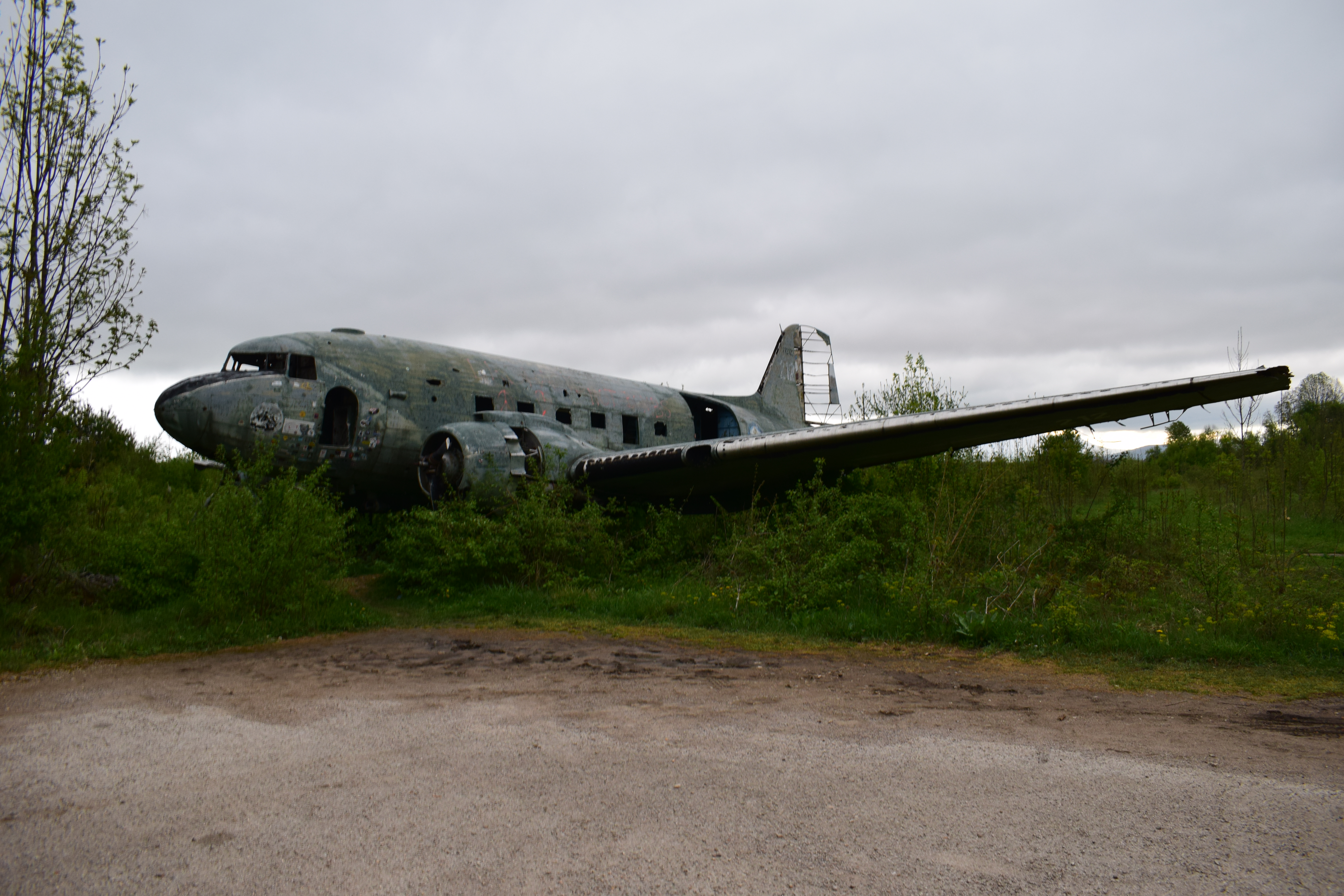
Verlassene Douglas C-47 auf der Željava Airforce Base, Kroatien